# Дъждовно време (сериал)
„Дъждовно време“ (на турски: Yağmur Zamanı) e турски драматичен сериал, излязъл на телевизионния екран през 2004 г.

## Сюжет
Фърат е съдружник на един от най-известните нощни клубове в Истанбул – Еда. Той няма финансови затруднения, живее в прекрасна къща, кара скъп автомобил и се опитва да бъде и майка и баща на четирите си деца. Лесно се ядосва, но в същото време е харизматичен и привлекателен. Най-голямата му грижа е петгодишната му проблемна дъщеря Наз. Ейлюл е израснала в сиропиталище, където е била оставена като бебе. Тя е много работлива и благодарение на успехите си е превъзмогнала мъката от липсата на родители. Ейлюл е красиво, младо, успяло момиче, победило злощастната си съдба. За разлика от Фърат тя е спокойна и гледа на живота с усмивка. Фърат търси човек, който да се грижи за дъщеря му. Това идва като приятна изненада за Ейлюл, която живее с приятелите си в сиропиталището. Освен това единствената жена до Фърат – Аслъ, започва да предявява претенции. Аслъ е готова на всичко, за да развие приятелството си с Фърат в по-сериозна връзка. Аслъ е красива, културна, силна жена. Жена, която пасва на Фърат и на децата му. Може би и затова Аслъ се страхува от всички жени около Фърат.

## Актьорски състав
- Тамер Карадаалъ – Фърат
- Азра Акън – Ейлюл
- Дениз Уур – Аслъ
- Алптекин Серденгечти – Мехмет
- Берке Хюрджан – Ерол
- Бетюл Чобаноолу – Лерзан
- Левент Йълмаз – Исмет Баба
- Зейнеп Ъргат – Асийе
- Муса Узунлар – Левент
- Емине Орхон – Перхан
- Язгюлю Гюнсюр – Еда
- Джем Акташ – Еге
- Хасибе Ерен – Турна
- Ешреф Колчак – Садък
- Бора Акаш – Бора
- Едже Хаким – Наз
- Дуйгу Йетиш – Мевре
- Букет Куртез – Мелек
- Зейнеп Седа Аксой – Фатош
- Чиидем Анъл Татдъран – Чиидем
- Метехан Ердем – Бекташ

## В България
В България сериалът започва на 18 януари 2010 г. по bTV и завършва на 9 април. Ролите се озвучават от Венета Зюмбюлева, Даниела Йорданова, Петя Миладинова, Даниел Цочев и Димитър Иванчев.